# Виталий Куприй
Виталий Куприй (на украински: Віталій Купрій) е украинско – американски пианист, композитор, музикален педагог и кийбордист за Ring of Fire и Trans-Siberian Orchestra. Той живее в Рединг, Пенсилвания и понякога дори в парка The Blue Falls Grove, когато не е на турне.

## Ранен живот
Виталий започва да учи пиано в музикалната академия „Микола Лисенко“ в Киев, където учи при професор Нина Найдич. След дипломирането си заминава за Швейцария, за да учи при виенския Рудолф Бухбиндер в Базелската консерватория. През 1995 г. г-н Куприй е изпратен в Съединените щати по препоръка на сър Джеймс Голуей, за да учи при пианиста Гари Графман, президент и директор на Музикалния институт „Къртис“ във Филаделфия. От „Къртис“, докато е на пълна стипендия, той получава друга степен и се дипломира през 2000 г.

## Кариера
Голуей го избира за свой корепетитор за международните майсторски класове по флейта, проведени в Швейцария и за работа на международно турне. Голуей и Виталий се явяват по Националното обществено радио в Съединените щати, когато Голуей свири световна премиера на една от оригиналните си композиции, написани за пиано и флейта. Скоро след това Виталий е включен в WRTI за едночасово предаване от Филаделфия, озаглавено „Кросоувър с Джил Пастернак“.
На 7 март 1999 г. Виталий е избран за солист да изпълни Концерт за пиано на Лист № 1 с Нюйоркския младежки симфоничен оркестър в Карнеги хол,последван от изпълнения в зала „Алис Тъли“ и зала „Ейвъри Фишър“ .
След като изпълнява соловия си дебют в Карнеги Хол, Куприй е представен в публикация от две страници в Ню Йорк Таймс, написана от писателя за изкуства и развлечения Дан Уакин.
През лятото на 2007 г. Виталий се появява на мексиканския „Music Fest“ в Мексико Сити.
Виталий преговаря с Киевската филхармония за запис на Втория концерт за пиано на Сергей Рахманинов.  
През 1987 г. Куприй печели първа награда в престижния Всесъюзен конкурс „Шопен“ в бившия Съветски съюз. Той е най-младият състезател в състезанието. Сред другите му награди са Първа награда в конкурс за пиано в Чикаго, конкурс за пиано в Ню Йорк и конкурс за пиано в Кливланд.

## Транссибирски оркестър
През 2009 г. той се присъединява към прогресив рок бандата Транс-Сайбериан Оркестра като пианист и клавирист и оттогава е наеман обратно за всяко следващо турне. Той е обиколил много турнета с TSO в Северна Америка и Европа.Виталий се появява в първото EP на TSO, Dreams of Fireflies (On a Christmas Night), издадено през 2012 г., свирейки на пиано в „Winter Palace“ и „Time You Should be Sleeping“. Vitalij получава заслуга за написването на „King Rurik“, песен от албума Letters from the Labyrinth на Trans-Siberian Orchestra. Той също е представен като допълнителен кийбордист на Savatage по време на тяхното реюниън шоу на Wacken през 2015 г.

## 2Cellos
През 2017 г. той се присъединява към 2Cellos като кийбордист за техните турнета в Северна Америка през 2017 – 2018 г.

## Композиции
Когато не е на турне, Виталий работи върху писането и композирането на свой собствен концерт за пиано. Той планира да посвети своя концерт на паметта на своя покоен баща и ментор, който е бил професор по тромбон и музикална теория в консерватория в Украйна. 

## Смърт
На 22 февруари 2024 г. Транссибирският оркестър потвърждава, че Куприй е починал на 20 февруари. Причината за смъртта е сърдечен арест, както е потвърдено от съпругата на Куприй чрез публикация във Фейсбук в същия ден. Вокалистът на Savatage и Транссибирския оркестър Зак Стивънс отдава почит, казвайки: „Няма такова нещо като да замени дух като него“.

## Дискография

### Солови албуми
- High Definition (1997)
- Extreme Measures (1998)
- VK3 (1999)
- Works of Liszt and Chopin (2001)
- Forward and Beyond (2004)
- The Modern European Tradition (2005)
- Revenge (2005)
- Glacial Inferno (2007)
- Glacial Inferno & Revenge (компилация, 2007)
- 12 Months of the Year (2008)
- Journeys (2017)
- Bridges (с Гари Гинсбърг, 2019)
- Progression (2020)

### С Грег Хоуи
- Ascend (1999)

### С Ferrigno•Leal•Kuprij
- Promised Land (2003)

### С Ринг Ъф Файър
- The Oracle (2001)
- Burning Live in Tokyo (2002)
- Dreamtower (2003)
- Battle of Leningrad (2014)

### С Артенсиън
- Into the Eye of the Storm (1996)
- Phoenix Rising (1997)
- Forces of Nature (1999)
- Machine (2000)
- Sacred Pathways (2001)
- New Discovery (2002)
- Future World (2004)

### СТранс-Сайбериан Оркестра
- Dreams of Fireflies (On a Christmas Night) (2012)
- Letters from the Labyrinth (2015)